# Sława Lisiecka
Sława Lisiecka (ur. 30 listopada 1947 w Łodzi) – polska tłumaczka literatury niemieckojęzycznej, wydawczyni.

## Życiorys
Studiowała filologię germańską na Uniwersytecie Łódzkim w latach 1965–1970. Tłumaczeniem zaczęła zajmować się w roku 1975. Od tego momentu przełożyła ponad 130 pozycji, m.in. powieści Hölderlin Petera Härtlinga, Zdarzenia, Suterena, Oddech, Chłód, Przyczyna, Dziecko, Wymazywanie oraz Zaburzenie Thomasa Bernharda, Morbus Kitahara Christopha Ransmayra, Szczęście Suttera Adolfa Muschga, Księga obrazów Hermanna Hessego, Domniemania w sprawie Jakuba Uwe Johnsona, Tarabas Josepha Rotha. We współpracy ze Zdzisławem Jaskułą przełożyła To rzekł Zaratustra Friedricha Nietzschego. W tym celu otrzymała roczne stypendium Deutscher Literaturfond w Darmstadt. W roku 2010 wyszła w jej przekładzie Korespondencja 1925–1975 Hannah Arendt z Martinem Heideggerem. W latach 90. prowadziła oficynę wydawniczą „Kanon”. Za przekład literatury austriackiej w roku 2006 otrzymała Austriacką Nagrodę Państwową „Translatio”. Jest członkiem honorowym Stowarzyszenia Tłumaczy Literatury oraz członkiem Stowarzyszenia Pisarzy Polskich. W 2011 roku założyła i prowadzi wydawnictwo „Od Do” wydające książki niskonakładowe. W 2012 roku otrzymała nagrodę dla najlepszej polskiej tłumaczki literatury niemieckojęzycznej – fundacji Kunststiftung Nordrhein-Westfalen.
Matka aktorki Mileny Lisieckiej i tłumaczki Jagny Jaskuły, żona tłumacza, poety oraz dyrektora Teatru Nowego w Łodzi – Zdzisława Jaskuły

## Nagrody i nominacje
- 2018: Nagroda Literacka Gdynia za przekład opowiadań Chodzenie. Amras Thomasa Berhnarda[1]
- 2013: Brązowy Medal „Zasłużony Kulturze Gloria Artis”
- 2012: Nagroda Kunststiftung Nordrhein-Westfallen za całokształt twórczości przekładowej ze szczególnym uwzględnieniem tłumaczeń dzieł Thomasa Bernharda
- 2011: Nagroda Miasta Łodzi za zasługi dla miasta i za osiągnięcia w pracy zawodowej
- 2009: Nagroda „Literatury na świecie” za przekład Domniemań w sprawie Jakuba Uwe Johnsona
- 2007: Austriacka Nagroda Państwowa „Translatio” za przekłady literatury austriackiej 2006
- 2007: Krzyż Oficerski Orderu Odrodzenia Polski wręczony przez prezydenta Rzeczypospolitej Polskiej za znaczące zasługi dla niepodległości Polski (1975-1989), za działalność kulturalną i opozycyjną na rzecz przemian demokratycznych oraz za obecną działalność zawodową
- 1985: Nagroda Fundacji im. Roberta Boscha oraz Instytutu Spraw Polskich w Darmstadt dla tłumaczy literatury niemieckiej

## Ważniejsze stypendia
- od 2004 coroczne stypendium Translator in Residence w Europäisches Übersetzer-Kollegium w Straelen (Niemcy)
- 1990 – półroczne stypendium Robert Bosch Stiftung na pracę nad przekładem Jahrestage (Dni roku) Uwe Johnsona
- 1988/89 – roczne stypendium Deutscher Literaturfond w Darmstadt na pracę nad przekładem To rzekł Zaratustra Friedricha Nietzschego

## Przekłady (wybór)

### Książki
- Peter Härtling, Hölderlin (Czytelnik, Warszawa 1982, Od Do, Łódź 2013)
- Thomas Bernhard, Zdarzenia (Correspondance des arts, Łódź 1982)
- Thomas Bernhard, Suterena (Czytelnik, Warszawa 1983)
- Thomas Bernhard, Oddech (Czytelnik, Warszawa 1983)
- Thomas Bernhard, Chłód (Czytelnik, Warszawa 1985)
- Stefan Heym, Collin pod wspólnym pseudonimem ze Zdzisławem Jaskułą: Mira i Grzegorz Landmannowie (Veto-Verlag, Berlin 1986)
- Günther de Bruyn, Poszukiwania brandenburskie (Czytelnik, Warszawa 1986)
- Friedrich Schlette, Celtowie (współtłumaczka: Bożena Wierzbicka; Wydawnictwo Łódzkie, Łódź 1987)
- Victor Chu, Psychoterapia Gestalt (współtłumaczka: Alicja Wilkołazka; Kanon, Łódź 1993; Od Do Łódź 2013)
- Holger Kersten, Elmar R. Gruber, Jezus ofiarą spisku (Uraeus, Gdynia 1995)
- Hubertus Młynarek, Zakaz myślenia (Uraeus, Gdynia 1996)
- Hans Hellmut Kirst, Owca w wilczej skórze (Interart, Warszawa 1996)
- Karl Dönitz, Dziesięć lat i dwadzieścia dni (Finna, Gdańsk 1997)
- Sten Nadolny, Odkrywanie powolności (Wydawnictwo Literackie, Kraków 1999)
- Thomas Bernhard, Przyczyna (Wydawnictwo Literackie, Kraków 1999)
- Thomas Bernhard, Dziecko (Wydawnictwo Literackie, Kraków 1999)
- Friedrich Nietzsche, To rzekł Zaratustra (współtłumacz: Zdzisław Jaskuła; PIW, Warszawa 1999; Od Do, Łódź 2012)
- Ludwig Wittgenstein, Kartki (Spacja, Warszawa 1999)
- Franzobel, Kafka (Księgarnia Akademicka, Kraków 2000)
- Elfriede Jelinek, Clara S. (Księgarnia Akademicka, Kraków 2001)
- Hermann Hesse, Baśnie (PIW, Warszawa 2002)
- Roma Ligocka, Kobieta w podróży (Wydawnictwo Literackie, Kraków 2002)
- Klaus-Ove Karmann i Niels Reise, Inne historie (Wydawnictwo Uniwersytetu Warszawskiego, Warszawa 2003)
- Christoph Ransmayr, Morbus Kitahara (PIW, Warszawa 2003)
- Adolf Muschg, Szczęście Suttera (Czytelnik, Warszawa 2003)
- Otto Rank, Postać Don Juana (dla Teatru Wielkiego w Warszawie, 2003)
- Radek Knapp, Lekcje pana Kuki (Wydawnictwo Literackie, Kraków 2003, Sonia Draga, Katowice 2009)
- Martin Heidegger, Objaśnienia do poezji Hölderlina (Wydawnictwo “KR”, Warszawa 2004)
- Juli Zeh, Orły i anioły (W.A.B., Warszawa 2004)
- Juli Zeh, Cisza jest dźwiękiem (Znak, Kraków 2004)
- Roma Ligocka, Tylko ja sama (Wydawnictwo Literackie, Kraków 2004)
- Thomas Bernhard, Wymazywanie (W.A.B., Warszawa 2005)
- Dirk Kaesler, Max Weber – „Życie i dzieło” (Oficyna Naukowa, Warszawa, 2005, II wydanie 2010)
- Ingeborg Bachmann, Wyjaśnij mi, miłości. Wybór wierszy (współtłumacz: Zdzisław Jaskuła; Wydawnictwo Antykwa, Kraków 2005)
- Hermann Hesse, Księga obrazów (PIW, Warszawa 2005)
- Efrat Gal-Ed, Księga świąt żydowskich (Cyklady, Warszawa 2005)
- Tina Stroheker, Słownik łódzki (Biblioteka „Tygla Kultury”, Łódź 2005)
- Siegfried Lenz, Biuro rzeczy znalezionych (Czytelnik, Warszawa 2006)
- Birgit Vanderbeke, Małże na kolację (Wydawnictwo SIC, Warszawa 2006)
- Georges Arthur Goldschmidt, Odosobnienie (Obraz, Słowo, Terytoria, Gdańsk 2006)
- Juli Zeh, Instynkt gry (W.A.B., Warszawa 2007)
- Julius H. Schoeps, Nowy leksykon judaizmu (Cyklady, Warszawa, 2007)
- Philipp Vandenberg, Zapomniany pergamin (Wydawnictwo Sonia Draga, Katowice 2007)
- Philipp Vandenberg, Spisek sykstyński (Wydawnictwo Sonia Draga, Katowice 2007)
- Phillip Vandenberg, Piąta ewangelia (Wydawnictwo Sonia Draga, Katowice 2008)
- Daniel Cohn-Bendit i Rüdiger Damann (red.), Maj 1968. Rewolta (współtłumacz: Zdzisław Jaskuła; Krytyka Polityczna, Warszawa 2008)
- Peter Henisch, Brzemienna Madonna (PIW, Warszawa 2008)
- Karl-Markus Gauß, Niemcy na peryferiach Europy (Czarne, Wołowiec, 2008)
- Karl Dedecius, Europejczyk z Łodzi. Wspomnienia (Wydawnictwo Literackie, Kraków 2008)
- Uwe Johnson, Domniemania w sprawie Jakuba (Czytelnik, Warszawa 2008)
- Guido Knopp, Dzieci Hitlera (Bertelsmann, Warszawa 2008)
- Alexander Pechmann, Biblioteka dzieł utraconych (Świat Książki, Warszawa 2009)
- Gert Jonke, Insektarium (Wydawnictwo Panga Pank, Kraków 2009)
- Leo Trepp, Żydzi (Cyklady, Warszawa 2009)
- Charlotte Link, Przerwane milczenie (Wydawnictwo Sonia Draga, Katowice 2009)
- Thomas Bernhard, Zaburzenie (Czytelnik, Warszawa 2009)
- Juli Zeh, Ciemna materia (WAB, Warszawa 2009)
- Hannah Arendt, Martin Heidegger, Korespondencja 1925-1975 (PAX, Warszawa, 2010)
- Krista Fleischmann, Spotkanie. Rozmowy z Thomasem Bernhardem (PIW, Warszawa, 2010)
- Bernd Ingmar Gutberlet, 50 największych kłamstw i legend w dziejach świata (Wydawnictwo Sonia Draga, Katowice 2010)
- Karl-Markus Gauß, Mieszkańcy Roany odchodzą pogodnie. Podróże do Asyryjczyków, Cymbrów i Karaimów (Wydawnictwo Czarne, Wołowiec 2010)
- Gottfried Benn, Nigdy samotniej i inne wiersze (Biuro Literackie, Seria „Kroki”, Wrocław 2011)
- Uwe Johnson, Dziś mija dziewięćdziesiąt lat (Od Do, Łódź 2013)
- Gottfried Benn, Mózgi (PIW, Warszawa, 2011)
- Marianne Gruber, Stacja pośrednia (PIW, Warszawa 2013)
- Juli Zeh, Corpus delicti, (WAB, Warszawa, 2011)
- Joseph Roth, Tarabas (PIW, Warszawa, 2011)
- Karl-Markus Gauss, W gąszczu metropolii (Czarne, Wołowiec 2012)
- Hans Magnus Enzensberger, Hammerstein, czyli upór (Świat Książki, Warszawa 2012)
- Esther Kinsky, Nad rzeką (Biuro literackie, Stronie Śląskie 2017)
- Thomas Bernhard, Chodzenie. Amras, (Od Do, Łódź 2018)
- Leszek Libera(inne języki), Utopek (Od Do, Łódź 2018)

### Sztuki teatralne
- Rainer Werner Fassbinder, Gorzkie łzy Petry von Kant, Teatr im. Jaracza, Łódź, październik 1985, prapremiera polska
- Friedrich Schiller, Zbójcy – wersja mannheimska (współtłumacz: Zdzisław Jaskuła, Teatr Studyjny, Łódź, marzec 1988 – premiera)
- Günter Grass, Próba powstania plebejuszy („Dialog”, lipiec 1992)
- Rainer Werner Fassbinder, Preparadise sorry now (Teatr Studyjny, Łódź, luty 1993 – prapremiera polska)
- Elfriede Jelinek, Clara S. (Teatr Lubuski, Zielona Góra, wrzesień 1997 – prapremiera polska)
- Friedrich Hölderlin, Śmierć Empedoklesa (dla Teatru Studyjnego w Łodzi)
- Johann Wolfgang Goethe, Faust – adaptacja i spolszczenie wspólnie ze Zdzisławem Jaskułą (Teatr Nowy, Łódź, październik 1998 – premiera)
- Moritz Rinke, Szary anioł (Teatr „Atelier”, Sopot, sierpień 2001 – prapremiera polska)
- Franzobel, Kafka (Teatr Ludowy, Kraków, marzec 2001 – prapremiera polska)
- Georg Tabori, Przedwczesna śmierć (dla Agencji „ADiT”)
- Esther Vilar, Plan zemsty (dla Agencji „ADiT”)
- Dariusz Bazaczek, Pokoje do wynajęcia (na j. niemiecki, współtłumaczka: Karolina Bikont, dla Agencji „ADiT”)
- Peter Turrini, Ja kocham ten kraj (dla Agencji „ADiT”)
- Doris Dörrie, Happy (dla Agencji “ADiT”)
- Lutz Hübner, Małgorzata 89 ff (dla Agencji “Interia”)
- Bernhard Studlar/Juli Zeh, Instynkt gry (premiera w Teatrze Jaracza w Łodzi, październik 2012)

### Publikacje w czasopismach
- Ingeborg Bachmann, Wiersze (współtłumacz: Zdzisław Jaskuła, „Student”, 6.09. 1975)
- Ingeborg Bachmann, Wiersze (współtłumacz: Zdzisław Jaskuła, „Literatura na Świecie”, nr 12/1976)
- Elias Canetti, Wołania ślepców – opowiadanie; Radość osła – opowiadanie („Odgłosy”, 1977)
- Martin Walser, Choroba Gallistla – fragment powieści („Literatura”, 23. 03. 1978)
- Peter Handke, Godzina prawdziwych doznań – fragment powieści („Literatura”, 6.07.1978)
- Thomas Bernhard, Na granicy lasów („Literatura”, 11.01. 1979)
- Hansjoachim Bleyl, Gdańska alchemia Güntera Grassa („Literatura na Świecie”, nr 1/1979)
- Rolf Michaelis, Oświecić umysł i podniebienie. O władzy mężczyzn i wolności kobiet. Historia ludzkości od kuchni („Literatura na Świecie”, nr 1/1979)
- Bracia Grimm, O rybaku i jego żonie („Literatura na Świecie”, nr 1/1979)
- Zbigniew Dominiak, Narodziny krzyża samorodnego („Literatur und Kritik”, nr 9/1979)
- Hans Magnus Enzensberger, Wiersze z tomu „Mausoleum” i inne („Literatura na Świecie”, nr 3/1981)
- Günter de Bruyn, Poszukiwania brandenburskie – fragment powieści („Literatura na Świecie”, nr 4/1985)
- Thomas Bernhard, Przyczyna – fragment powieści, Dziecko – fragment powieści („Teatr”, 1997)
- Robert Musil, Komentarz do występów Mchat-u („Teatr”, 1997)
- Peter Handke, Ponad wsiami – fragment poematu dramatycznego („Teatr”, 1998)
- Ludwig Harig, Rousseau – fragment powieści („Literatura na Świecie”, 2000)
- Franz Hessel, Flaneur w Berlinie – fragment powieści („Literatura na Świecie”, Nr 1/2002)
- Peter Turrini, Ja kocham ten kraj – fragment dramatu („Teatr”, Nr 1/2002)